# سن لورنزو دی سباتو
سن لورنزو دی سباتو (به ایتالیایی: San Lorenzo di Sebato) یک منطقهٔ مسکونی در ایتالیا است که در تیرول جنوبی واقع شده‌است.

## خصوصیات
سن لورنزو دی سباتو ۵۱٫۵ کیلومترمربع مساحت و ۳٬۷۵۲ نفر جمعیت دارد و ۸۱۰ متر بالاتر از سطح دریا واقع شده‌است.